# کی۲ اسپورتس
کی۲ اسپورتس (انگلیسی: K2 Sports) شرکت تجهیزات ورزشی آمریکایی است، که در سال ۱۹۶۲ تأسیس شد.